# Зіненко Микола Григорович
Микола Григорович Зіненко (нар. 1893, село Старий Іржавець Полтавської губернії, тепер Оржицького району Полтавської області — розстріляний 1938) — український радянський діяч, голова Коростенського і Проскурівського окрвиконкомів, секретар Всеукраїнського Центрального Виконавчого Комітету (ВУЦВК) УСРР. Член Ревізійної Комісії КП(б)У в червні 1937 — 1938 року.

## Біографія
Народився в селянській родині. Освіта початкова. Закінчив чотири класи сільської школи. Працював робітником.
Член РСДРП(б) з листопада 1917 року. Учасник Громадянської війни в Росії.
У 1923—1924? роках — заступник голови виконавчого комітету Кременчуцької окружної ради. Потім працював інструктором Всеукраїнського Центрального Виконавчого Комітету (ВУЦВК) УСРР.
У 1928—1930 роках — заступник голови виконавчого комітету Коростенської окружної ради.
У 1933—1935 роках — голова Маріупольської міської ради Донецької області; голова Проскурівської міської ради Вінницької області.
У червні 1935 — квітні 1936 року — голова виконавчого комітету Проскурівської окружної ради Вінницької області.
4 квітня 1936 року — 1937 року — секретар Всеукраїнського Центрального Виконавчого Комітету (ВУЦВК) УСРР.
23 грудня 1937 року заарештований органами НКВС. 1938 року засуджений до вищої міри покарання, розстріляний. Посмертно реабілітований 22 вересня 1956 року.